# 鈴木喜三郎 (作曲家)
铃木喜三郎（日语：鈴木 キサブロー、1953年2月14日—）是日本青森县弘前市出生的流行音乐作曲家及吉他手。亦以別名Keith Brown作曲。

## 生平
铃木出生于日本青森县弘前市，在青森县立弘前南高等学校毕业。
铃木于1980年代成为最活跃的作曲家并写出几首歌曲给很多歌星。他的1982年歌曲《for you…》由高桥真梨子演唱；该歌曲的广东话版本《雾之恋》由香港歌星谭咏麟演唱。1986年，他的歌曲《DESIRE -情熱-》由中森明菜演唱，该歌曲获得第28届日本唱片大奖的受奖曲。